# Swing

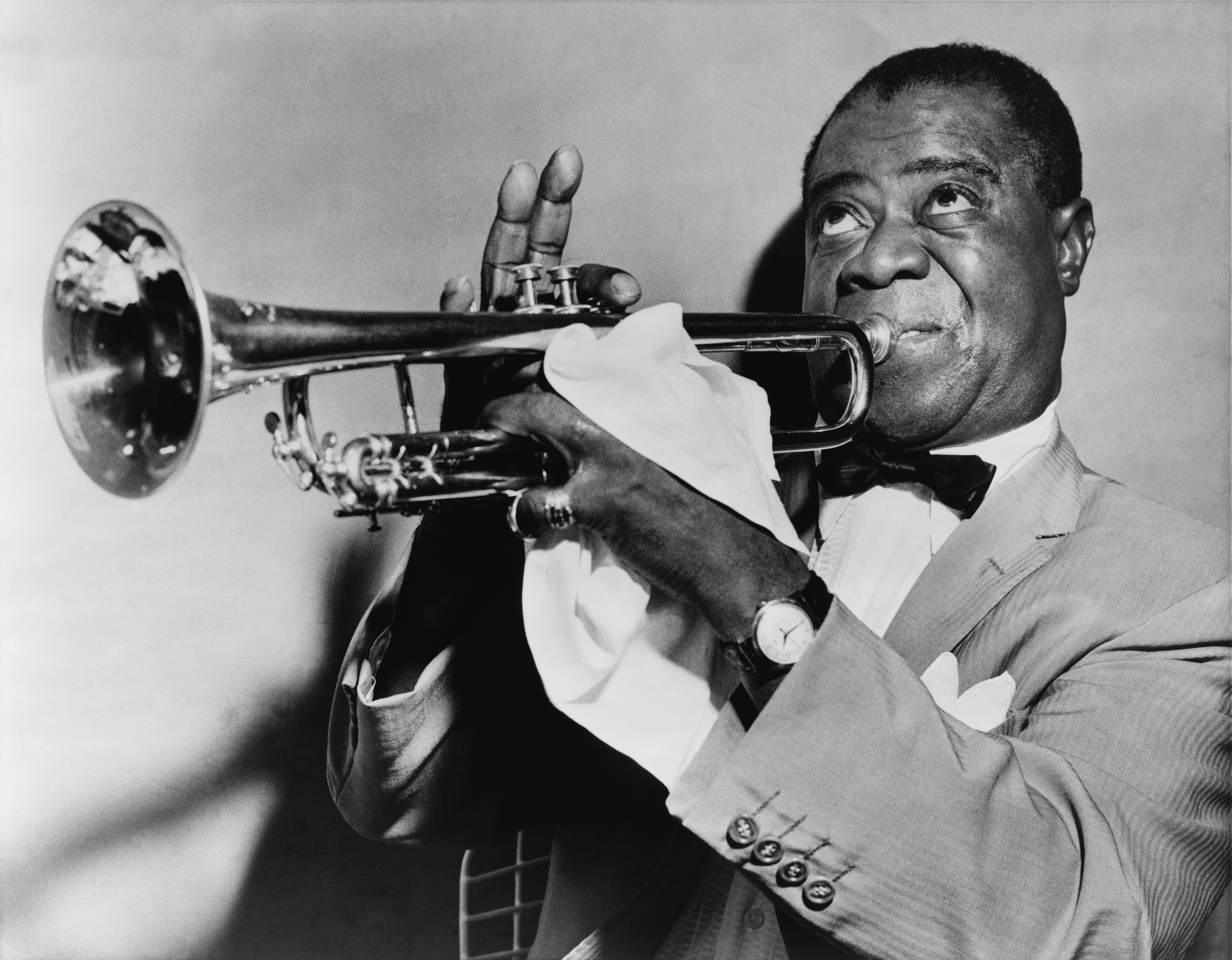
Louis Armstrong.

El swing és un estil de jazz que va néixer durant la dècada del 1930 (els anys 1935-1945 són coneguts com l'era del swing) i que es caracteritza per un augment en la quantitat i varietat d'instruments utilitzats per formar les anomenades Big Bands, com, per exemple, les de Benny Goodman, Glenn Miller, Woody Herman, Count Basie o Duke Ellington.

## Visió general
El swing té les seves arrels en els conjunts de música dance dels anys 20, que van començar a utilitzar nous estils d'arranjaments escrits, incorporant innovacions rítmiques iniciades per Louis Armstrong, Coleman Hawkins, Benny Carter i altres músics de jazz.
El swing es va gestar al llarg de la dècada del 1930, i cap al 1935 s'havia consolidat com un estil dominant de la música popular als Estats Units i una part acceptada del vocabulari jazzístic, evolucionant des de l'anterior sweet music. Un esdeveniment fonamental en la popularització del swing fou un concert de la banda de Benny Goodman realitzat al Carnegie Hall, a principis del 1938. Aquest concert, considerat un dels més importants en la història del jazz, va donar lloc com cap altre a la swing fever, tot un fenomen social que va quedar integrat a la història de la música nord-americana.
Si bé l'impuls de les big bands va durar fins entrada la Segona Guerra Mundial, els efectes econòmics d'aquesta no van trigar a notar-se. Molts músics hagueren de participar en la guerra, i les imposicions del clima bèl·lic obligaven a retallar costos i grandària de les bandes. Per quan la guerra acabà, l'era del swing estava entrant en crisi. Poques bandes romangueren actives posteriorment, entre elles notablement la de Duke Ellington. La música popular passà a estar dominada pels crooners, cantants que es recolzaven en un so orquestral. L'audiència de jazz, per altra banda, girà la seua atenció cap al bebop, un estil radicalment innovador i menys comercial. També, el so big band acabà evolucionant en el jump blues, que acabaria influint, a la dècada següent, en un gènere tan popular com el rock and roll.
Durant la Segona Guerra Mundial, el swing va començar a perdre popularitat, i després de la guerra, el bebop i el jump blues van guanyar popularitat.
Una big band típica inclou tres o quatre trompetes, dos o tres trombons, clarinets i saxòfons (dos contralts, dos tenors i un baríton), i una secció de ritmes formada per piano, baix, guitarra i bateria.
El swing era una música composta, encara que amb un petit espai per a la improvisació, i curosament orquestrada, establint sovint forts contrastos entre els metalls (trompetes i trombons) i els instruments de canya (clarinets i saxòfons). Es tocava amb suavitat i amb un lleu rubato (o swing rítmic), encara que amb una acurada precisió de conjunt.
Una altra característica de l'estil del swing és el riff, una frase melòdica o armònica que es desplaça de secció en secció.
Van ser els músics negres els qui van desenvolupar l'estil del swing, però també hi va haver compositors blancs que contribuïren al desenvolupament d'aquest estil. Louis Armstrong i l'orquestra de Fletcher Henderson, l'any 1924, van ser els que van fusionar el swing amb el jazz.
També s'anomena swing a l'estil de ball acompanyat per la música swing. Aquest estil sorgeix inicialment als estats del sud dels EUA com a formes improvisades de passos de ball sobre els estils musicals de ragtime, jazz i dixieland.
Més tard, durant la predepressió econòmica, les comunitats afroamericanes de Chicago, Nova Orleans i Nova York van començar a ballar una música que sintetitzava els estils de ragtime, jazz i Charleston, creant un nou ball anomenat lindy-hop amb passos de nova creació però també amb passos heretats d'altres balls, com per exemple el Charleston, el Texas Tommy, el Big apple, el Breakway, etc. Un dels seus principals fundadors va ser Frankie Manning.
El lindy-hop és el precursor de tots els estils que el van seguir durant les dècades del 1940 i del 1950, com el Swing modern, el Boogie-Woogie i el Rock and Roll, i dels subestils com el Balboa, el Jitterbug, el Ballroom Swing, el Ballroom jive, i el West Coast Swing.
Aquests tipus de balls han sigut l'aportació nord-americana al món del ball.
El swing es barreja amb altres gèneres per crear nous estils musicals. En la música country, artistes com Jimmie Rodgers, Moon Mullican, Milton Brown i Bob Wills van introduir elements del swing juntament amb el blues per crear un gènere anomenat western swing.  El famós guitarrista romaní Django Reinhardt va crear música swing gitana i va compondre l'estàndard del swing gitano Minor Swing. A finals dels anys vuitanta i principis dels noranta, va sorgir un nou swing-beat d'estil urbà anomenat new jack swing (New York go-go), creat pel jove productor Teddy Riley.  A finals dels anys noranta i ben entrada la dècada del 2000, hi va haver un renaixement del swing, liderat per Squirrel Nut Zippers, l'orquestra de Brian Setzer i Big Bad Voodoo Daddy.

## Història

### Dècada del 1920: Arrels

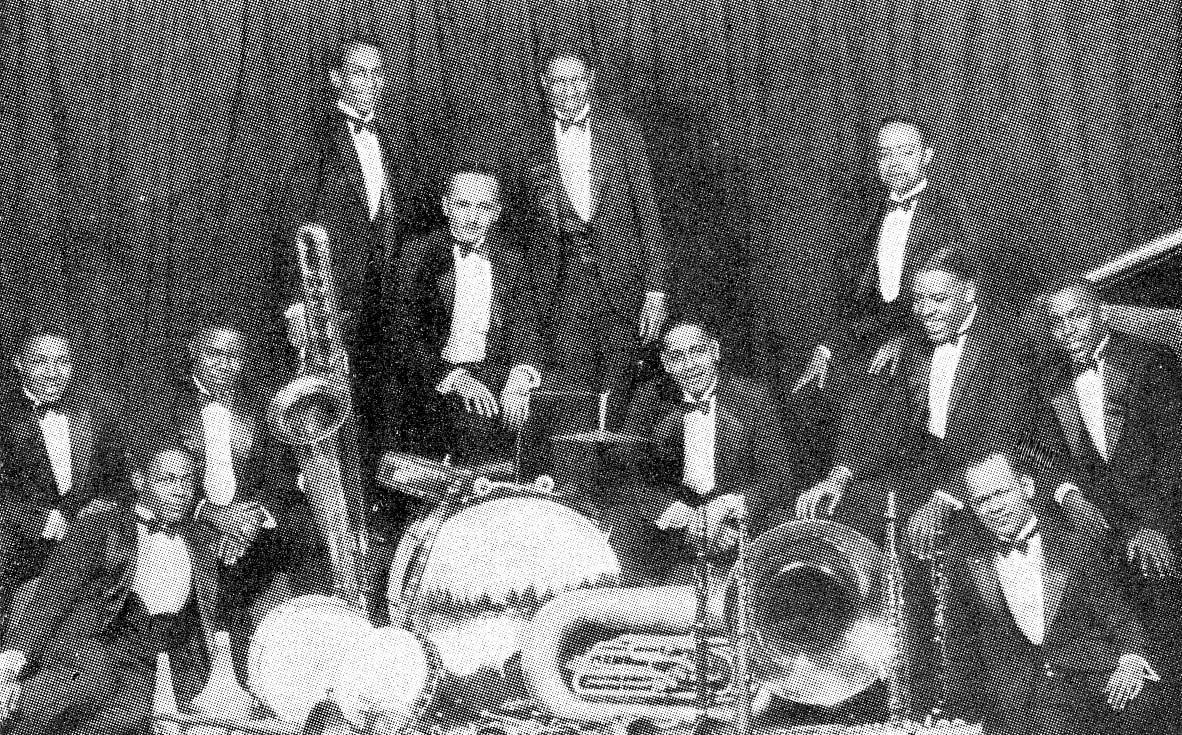
Fletcher Henderson (al mig) amb la seva orquestra el 1925. Coleman Hawkins està assegut a terra a l'extrem esquerre amb Louis Armstrong a sobre seu a la dreta.

Els desenvolupaments en l'orquestra de ball i la música jazz durant la dècada del 1920 van contribuir al desenvolupament de l'estil swing dels anys 30. A partir del 1923, l'Orquestra Fletcher Henderson va presentar arranjaments innovadors de Don Redman que incloïen interacció de resposta a la crida entre les seccions de metall i canya, i interludis arranjats per acompanyar els solistes. Els arranjaments també tenien un sentit rítmic més suau que els arranjaments influenciats pel ragtime que eren la música de ball hot més típica de l'època. El 1924, Louis Armstrong es va unir a la banda de Henderson, cosa que va impulsar una major èmfasi en els solistes. La banda de Henderson també va comptar amb Coleman Hawkins, Benny Carter i Buster Bailey com a solistes, tots ells influents en el desenvolupament dels estils instrumentals de l'era del swing. Durant la llarga residència de la banda Henderson al Roseland Ballroom de Nova York, va esdevenir influent en altres grans bandes. Duke Ellington va atribuir a la banda Henderson el mèrit d'haver estat una de les primeres influències quan estava desenvolupant el so per a la seva pròpia banda. El 1925, Armstrong va deixar la banda de Henderson i afegiria les seves innovacions al jazz d'estil Nova Orleans per desenvolupar el jazz d'estil Chicago, un altre pas cap al swing.
El jazz tradicional d'estil Nova Orleans es basava en un compàs de dos temps i una improvisació contrapuntística dirigida per una trompeta o corneta, normalment seguida d'un clarinet i un trombó en un patró de resposta a la veu. La secció rítmica consistia en un sousàfon i una bateria, i de vegades un banjo. A principis de la dècada del 1920, les guitarres i els pianos de vegades substituïen el banjo i un baix de corda de vegades substituïa el sousàfon. L'ús del contrabaix va obrir possibilitats per al compàs de 4/4 en lloc de 2/4 a tempos més ràpids, cosa que va augmentar la llibertat rítmica. L'estil de Chicago alliberava el solista de les restriccions de la improvisació contrapuntística amb altres instruments de primera línia, donant-li una major llibertat a l'hora de crear línies melòdiques. Louis Armstrong va aprofitar la llibertat addicional del nou format amb un compàs de 4/4, accentuant el segon i el quart temps i anticipant els temps principals amb notes d'introducció en els seus solos per crear una sensació de pols rítmic que es produïa entre els temps i també sobre ells, és a dir, swing.
El 1927, Armstrong va treballar amb el pianista Earl Hines, que va tenir un impacte similar en el seu instrument al que Armstrong va tenir en la trompeta. La concepció melòdica, semblant a la trompa, de Hines es desviava de les convencions contemporànies del piano de jazz centrades en la construcció de patrons rítmics al voltant de notes pivot. Els seus plantejaments sobre el ritme i el fraseig també eren lliures i atrevits, explorant idees que definirien el swing. El seu plantejament del ritme sovint utilitzava accents a la introducció en lloc del temps principal, i compassos mixtos per crear una sensació d'anticipació al ritme i fer que la seva interpretació fos vibrant. També feia servir parades o silencis musicals per crear tensió en el seu fraseig. L'estil de Hines va ser una influència fonamental en els estils dels pianistes de l'era del swing Teddy Wilson, Art Tatum, Jess Stacy, Nat King Cole, Erroll Garner, Mary Lou Williams i Jay McShann.
Les bandes de ball del territori negre del sud-oest estaven desenvolupant estils dinàmics que sovint anaven en la direcció de la simplicitat basada en el blues, utilitzant riffs en un patró de resposta a la crida per construir un ritme fort i ballable i proporcionar una plataforma musical per a solos extensos. Les melodies amb molt de ritme per ballar s'anomenaven stomps. El requisit de volum va portar a l'ús continu del sousàfon per sobre del contrabaix amb els conjunts més grans, cosa que va dictar un enfocament més conservador del ritme basat en compassos de 2/4. Mentrestant, els baixistes de corda com Walter Page estaven desenvolupant la seva tècnica fins al punt que podien aguantar la part inferior d'una orquestra de ball de mida completa.
El creixement de la ràdio i la indústria discogràfica a la dècada del 1920 va permetre que algunes de les bandes de ball més populars guanyessin visibilitat nacional. L'estil d'orquestra de ball més popular era l'estil dolç, sovint amb cordes. Paul Whiteman va desenvolupar un estil que va anomenar jazz simfònic, empeltant un enfocament clàssic sobre la seva interpretació dels ritmes de jazz en un enfocament que esperava que fos el futur del jazz. L'Orquestra de Whiteman va gaudir d'un gran èxit comercial i va ser una gran influència en les bandes de música country. La Victor Recording Orchestra de Jean Goldkette va comptar amb molts dels millors músics de jazz blancs de l'època, com ara Bix Beiderbecke, Jimmy Dorsey, Frank Trumbauer, Pee Wee Russell, Eddie Lang i Joe Venuti. La Victor Recording Orchestra es va guanyar el respecte de la Fletcher Henderson Orchestra en una batalla de bandes; el cornetista de Henderson, Rex Stewart, va atribuir a la banda Goldkette el mèrit de ser la banda blanca més influent en el desenvolupament de la música swing abans de la de Benny Goodman. Com a promotora i agent de música dance, Goldkette també va ajudar a organitzar i promocionar els Cotton Pickers de McKinney i els Orange Blossoms de Glen Gray (més tard la Casa Loma Orchestra), dues altres bandes de la zona de Detroit que van ser influents en els primers anys del swing.

### Inici de la dècada de 1930
A mesura que la dècada del 1920 va passar a la del 1930, els nous conceptes de ritme i interpretació en conjunt que comprenien l'estil swing estaven transformant els sons de bandes grans i petites. A partir del 1928, l'Orquestra Earl Hines es va emetre per gran part de l'Oest Mitjà des del Grand Terrace Cafe de Chicago, on Hines va tenir l'oportunitat d'exposar els seus nous enfocaments del ritme i el fraseig amb una big band. L'arranjador de Hines, Jimmy Mundy, contribuiria més tard al catàleg de la Benny Goodman Orchestra. L'Orquestra de Duke Ellington va fer emetre els seus nous sons a nivell nacional des del Cotton Club de Nova York, seguida de l'Orquestra de Cab Calloway i l'Orquestra de Jimmie Lunceford. També a Nova York, la Fletcher Henderson Orchestra va presentar el nou estil al Roseland Ballroom i la potentíssima orquestra de swing Chick Webb Orchestra va iniciar la seva llarga estada al Savoy Ballroom el 1931. Bennie Moten i la Kansas City Orchestra van mostrar la forma de swing impulsada pels riffs i orientada als solistes que s'havia estat desenvolupant a l'hivernacle de Kansas City. Emblemàtic de l'evolució musical va ser el canvi de nom de la melodia característica de Moten, de Moten Stomp a Moten Swing. L'orquestra de Moten va tenir una gira molt reeixida a finals de 1932. El públic va quedar meravellat amb la nova música, i al Pearl Theatre de Filadèlfia, el desembre de 1932, es van obrir les portes al públic que es va amuntegar al teatre per escoltar el nou so, exigint set bisos de l'orquestra de Moten.
A principis de la dècada del 1930 van arribar les dificultats financeres de la Gran Depressió que van restringir l'enregistrament de la nova música i van fer tancar algunes bandes, com ara la Fletcher Henderson Orchestra i els McKinney's Cotton Pickers el 1934. El següent negoci de Henderson va ser vendre arranjaments al prometedor líder de la banda Benny Goodman.
En aquella època, la música de ball Sweet continuava sent més popular entre el públic blanc i va ser presentada amb èxit per directors de banda com Guy Lombardo i Shep Fields, però l'Orquestra Casa Loma i l'Orquestra Benny Goodman van anar en contra d'aquesta tendència, dirigint el nou estil swing a un públic més jove. Malgrat l'afirmació de Benny Goodman que la música dolça era una germana feble en comparació amb la música real d'Amèrica, la banda de Lombardo va gaudir d'una àmplia popularitat durant dècades mentre superava les divisions racials i fins i tot va ser elogiada per Louis Armstrong com una de les seves favorites.

### 1935–1946: L'era del swing

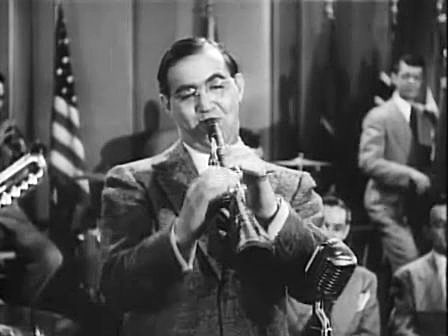
Benny Goodman, un dels primers líders de banda de swing a assolir una gran fama

El 1935, l'Orquestra de Benny Goodman va guanyar un lloc al programa de ràdio Let's Dance i va començar a presentar un repertori actualitzat amb arranjaments de Fletcher Henderson . La franja horària de Goodman va ser després de mitjanit a l'Est, i poca gent la va sentir. Va ser a la costa oest abans i va desenvolupar el públic que més tard va portar al triomf de Goodman al Palomar Ballroom. A la representació de Palomar que va començar el 21 d'agost de 1935, el públic de joves ballarins blancs va afavorir el ritme i els atrevits arranjaments de Goodman. L'èxit sobtat de l'orquestra Goodman va transformar el panorama de la música popular als Estats Units. L'èxit de Goodman amb el swing hot va generar imitadors i entusiastes del nou estil arreu del món de les bandes de ball, cosa que va iniciar l'era del swing que va durar fins al 1946.
Una cançó típica interpretada en estil swing presentaria una secció rítmica forta i ancorada en suport de seccions de vent fusta i metall més fluixes que tocaven entre si. El nivell d'improvisació que el públic podia esperar variava segons l'arranjament, la cançó, la banda i el director de la banda. Normalment, en els arranjaments de swing per a big band hi havia un cor introductori que indicava el tema, cors arranjats per a solistes i cors culminants. Alguns arranjaments es van construir completament al voltant d'un solista o vocalista destacat. Algunes bandes utilitzaven seccions de corda o vocals, o ambdues. El repertori de l'era del swing incloïa el Great American Songbook of Tin Pan Alley, temes originals de bandes, melodies de jazz tradicionals com ara King Porter Stomp, amb la qual l'orquestra Goodman va tenir un èxit rotund, i blues.
La música hot swing està fortament associada amb el ball jitterbug que es va convertir en una bogeria nacional acompanyant la bogeria del swing. El ball swing va sorgir a finals de la dècada del 1920 com a Lindy-hop, i més tard incorporaria altres estils com The Suzie Q, Truckin', Peckin' Jive, The Big Apple i The Shag en diverses combinacions de moviments. Una subcultura de jitterbuggers, que de vegades es tornava força competitiva, es congregava al voltant de sales de ball que oferien música swing hot. Una pista de ball plena de gent inquieta tenia un atractiu cinematogràfic; de vegades apareixien en noticiaris i pel·lícules. Alguns dels millors jitterbuggers es van reunir en companyies de ball professionals com ara Whitey's Lindy Hoppers (que van aparèixer a Un dia a les curses, Everybody Dance i Hellzapoppin). El ball swing sobreviuria a l'era del swing, passant a associar-se amb el R&B i els primers anys del Rock and roll.
Com passa amb molts estils musicals populars nous, el swing va trobar certa resistència a causa de la seva improvisació, el tempo, les lletres ocasionalment atrevides i el ball frenètic. El públic acostumat als arranjaments dolços tradicionals, com els que oferien Guy Lombardo, Sammy Kaye, Kay Kyser i Shep Fields, va quedar sorprès per la bulliciositat de la música swing. El swing de vegades es considerava entreteniment lleuger, més una indústria per vendre discos a les masses que una forma d'art, entre els aficionats tant del jazz com de la música seriosa. Alguns crítics de jazz com Hugues Panassié consideraven la improvisació polifònica del jazz de Nova Orleans la forma pura del jazz, mentre que el swing era una forma corrompuda per la regimentació i el comercialisme. Panassié també va ser un defensor de la teoria que el jazz era una expressió primordial de l'experiència negra americana i que els músics blancs, o els músics negres que es van interessar per idees musicals més sofisticades, eren generalment incapaços d'expressar-ne els valors fonamentals. A la seva autobiografia de 1941, WC Handy va escriure que «destacats directors d'orquestra blancs, cantants de concerts i altres estan fent un ús comercial de la música negra en les seves diverses fases. És per això que van introduir el swing, que no és una forma musical» (sense comentaris sobre Fletcher Henderson, Earl Hines, Duke Ellington o Count Basie). El renaixement de Dixieland va començar a finals de la dècada del 1930 com una recreació conscient del jazz de Nova Orleans en reacció contra l'estil orquestrat del swing de les big band. Alguns líders de bandes de swing van veure oportunitats en el renaixement de Dixieland. Clambake Seven de Tommy Dorsey i Bobcats de Bob Crosby van ser exemples de conjunts de Dixieland dins de grans bandes de swing.
Entre els pols del calent i el dolç, les interpretacions de classe mitjana del swing van conduir a un gran èxit comercial per a bandes com les liderades per Artie Shaw, Glenn Miller i Tommy Dorsey. La secció de canyes amb clarinet, característica de Miller, era decididament dolça, però el catàleg de Miller no tenia escassetat de melodies de ball animades i de tempo mitjà, i algunes melodies de tempo accelerat com ara Mission to Moscow i la composició de Lionel Hampton Flying Home. El cavaller sentimental del swing, Tommy Dorsey, va fer un gest cap al costat més modern contractant el trompetista de jazz i exalumne de Goodman, Bunny Berigan, i després contractant l'arranjador de Jimmie Lunceford, Sy Oliver, per animar el seu catàleg el 1939.
Nova York es va convertir en una pedra angular per a l'èxit nacional de les big bands, amb compromisos de retransmissió nacional als salons de ball Roseland i Savoy, un senyal que una banda de swing havia arribat a l'escena nacional. Amb el seu compromís amb el Savoy el 1937, la Count Basie Orchestra va portar l'estil de swing de Kansas City, orientat a riffs i solos, a l'atenció nacional. L'orquestra de Basie, tant col·lectivament com individualment, influiria en estils posteriors que donarien lloc a les bandes de jump més petites i al bebop. La Chick Webb Orchestra va romandre estretament identificada amb el Savoy Ballroom, havent originat la melodia Stompin' at the Savoy, i va arribar a ser temuda a les Battles of the Bands del Savoy. Va humiliar la banda de Goodman, i va tenir trobades memorables amb les bandes d'Ellington i Basie. El concert de 1938 de la Goodman Band al Carnegie Hall es va convertir en un cim del swing, amb convidats de les bandes de Basie i Ellington a una jam session després de l'actuació de la Goodman Band. Coleman Hawkins va tornar d'una llarga estada a Europa a Nova York el 1939, va gravar la seva famosa versió de Body and Soul i va liderar la seva pròpia big band. El 1940, músics de primer nivell com Charlie Parker, Dizzy Gillespie, Don Byas, Charlie Christian i Gene Ramey, les carreres dels quals en el swing els havien portat a Nova York, van començar a unir-se i desenvolupar les idees que es convertirien en el bebop .

### Dècada del 1940: Decadència
A principis de la dècada del 1940 van sorgir tendències emergents en la música popular i el jazz que, un cop acabades, provocarien la fi de l'era del swing. Els vocalistes s'estaven convertint en les estrelles de les big bands. La vocalista Ella Fitzgerald, després d'unir-se a la Chick Webb Orchestra el 1936, va impulsar la banda a una gran popularitat i la banda va continuar sota el seu nom després de la mort de Webb el 1939. El 1940, el vocalista Vaughn Monroe dirigia la seva pròpia big band i Frank Sinatra s'estava convertint en l'atracció estrella de la Tommy Dorsey Orchestra, incitant a la histèria col·lectiva entre els Bobby Soxers. La vocalista Peggy Lee es va unir a la Goodman Orchestra el 1941 durant dos anys, convertint-se ràpidament en la seva estrella en els seus èxits més grans. Algunes grans bandes s'allunyaven dels estils de swing que dominaven finals dels anys trenta, tant per motius comercials com creatius.
Algunes de les big bands més comercials s'adaptaven a sensibilitats més dolces amb seccions de corda. Alguns directors d'orquestra com John Kirby, Raymond Scott i Claude Thornhill fusionaven el swing amb el repertori clàssic. Les menors necessitats de mà d'obra i la simplicitat van afavorir l'auge del swing de bandes petites. Els Savoy Sultans i altres bandes més petites liderades per Louis Jordan, Lucky Millinder, Louis Prima i Tony Pastor exhibien un estil exuberant de jump swing que conduiria a l'auge del R&B de la postguerra. En una entrevista de DownBeat del 1939, Duke Ellington va expressar la seva insatisfacció amb l'estat creatiu de la música swing; en pocs anys, ell i altres directors de banda s'endinsarien en formes de jazz orquestral més ambicioses i menys ballables, i l'avantguarda creativa dels solistes es traslladaria a conjunts més petits i al bebop. L'Orquestra Earl Hines del 1943 va comptar amb un grup de músics joves i amb visió de futur que van ser al centre del moviment bebop i que l'any següent formarien part de l'Orquestra Billy Eckstine, la primera big band a exhibir el bebop. A mesura que l'era del swing entrava en declivi, va aconseguir llegats en la música popular centrada en els vocalistes, el jazz "progressiu" de big band, l'R&B i el bebop.
La tendència a allunyar-se del swing de les big bands es va accelerar per les condicions de la guerra i els conflictes per la reialesa. El 1941, l'American Society of Composers and Producers ( ASCAP ) va exigir drets d'autor més elevats a les emissores, i aquestes s'hi van negar. En conseqüència, l'ASCAP va prohibir la difusió de l'ampli repertori que controlaven, restringint severament el que l'audiència de la ràdio podia sentir. L'ASCAP també va exigir l'aprovació prèvia de les llistes de cançons i fins i tot dels solos escrits per a les emissions en directe, per assegurar-se que no s'emetés ni tan sols un fragment citat del repertori de l'ASCAP. Aquestes restriccions van fer que el swing de radiodifusió fos molt menys atractiu per a l'any en què la prohibició estava en vigor. El swing de les big bands va seguir sent popular durant els anys de la guerra, però els recursos necessaris per mantenir-lo es van tornar problemàtics. Les restriccions de viatges en temps de guerra, juntament amb l'augment de les despeses, van reduir els viatges per carretera. Les necessitats de mà d'obra per a les grans bandes de swing van suposar una càrrega per als escassos recursos disponibles per a les gires i es van veure afectades pel reclutament militar.
El juliol de 1942, la Federació Americana de Músics va prohibir les gravacions fins que les discogràfiques acceptessin pagar drets d'autor als músics. Això va aturar l'enregistrament de música instrumental per a grans segells durant més d'un any, i els darrers segells van acceptar nous termes contractuals el novembre de 1944. Mentrestant, els vocalistes van continuar gravant amb el suport de grups vocals i la indústria discogràfica va publicar enregistraments de swing anteriors dels seus arxius, reflectint cada cop més la popularitat dels vocalistes de big band. El 1943, Columbia Records va reeditar l'enregistrament de 1939 d' All or Nothing at All de la Harry James Orchestra amb Frank Sinatra, donant a Sinatra el primer lloc (Amb Harry James i la seva Orquestra). L'enregistrament va tenir l'èxit comercial que havia eludit el seu llançament original. Es va gravar swing de petites bandes per a petits segells especialitzats no afectats per la prohibició. Aquests segells tenien una distribució limitada centrada en grans mercats urbans, cosa que tendia a limitar la mida dels conjunts amb els quals gravar podia ser una proposta lucrativa. Un altre cop va caure al mercat del swing orientat al ball el 1944 quan el govern federal va imposar un impost especial del 30% a les discoteques de ball, cosa que va soscavar el mercat de la música de ball en locals més petits. Però ara gairebé no hi ha turistes. Primer la pandèmia de Covid, després la violència des del cop d'estat militar de fa dos anys, els han allunyat.

### Dècada del 1950–1960

#### Pop vibrant
Les bandes de swing i les vendes van continuar disminuint entre el 1953 i el 1954. El 1955 es va publicar una llista dels millors artistes discogràfics de l'any anterior. La llista revelava que les vendes de big bands havien disminuït des de principis dels anys cinquanta. No obstant això, la música de big band va experimentar un renaixement als anys cinquanta i seixanta. Un dels impulsos va ser la demanda d'orquestres d'estudi i d'escenari com a suplents de vocalistes populars, i en emissions de ràdio i televisió. La capacitat d'adaptar estils d'actuació a diverses situacions era una habilitat essencial entre aquestes bandes de lloguer, amb una versió una mica sedada del swing d'ús comú per als cors. El ressorgiment de l'èxit comercial de Frank Sinatra amb un suport lleugerament oscil·lant a mitjans dels anys cinquanta va consolidar la tendència. Es va convertir en un so associat amb vocalistes pop com Bobby Darin, Dean Martin, Judy Garland i Nat King Cole, així com amb vocalistes orientades al jazz com Ella Fitzgerald i Keely Smith. Molts d'aquests cantants també van participar en la música pop vocal menys swinging d'aquest període. Les bandes en aquests contextos van actuar en relatiu anonimat, rebent crèdit secundari per sota dels principals cartells. Algunes, com les orquestres Nelson Riddle i Gordon Jenkins, van esdevenir famoses per dret propi, i Riddle va estar particularment associat a l'èxit de Sinatra i Cole. El swingin' pop va seguir sent popular fins a mitjans dels anys seixanta, convertint-se en un corrent del gènere easy listening.

### Big band de jazz
El jazz de les big bands també va tornar. Les bandes de Stan Kenton i Woody Herman van mantenir la seva popularitat durant els anys de vaques magres de finals de la dècada del 1940 i més enllà, deixant la seva empremta amb arranjaments innovadors i solistes de jazz d'alt nivell (Shorty Rogers, Art Pepper, Kai Winding, Stan Getz, Al Cohn, Zoot Sims, Serge Chaloff, Gene Ammons, Sal Nistico). Lionel Hampton va ser un líder en el gènere R&B a finals dels anys 40 i després va tornar a entrar al jazz de big band a principis dels anys 50, tot i que va seguir sent una atracció popular durant els anys 60. Tant Count Basie com Duke Ellington van reduir la mida de les seves big bands durant la primera meitat de la dècada del 1950, i després les van reconstituir el 1956. El retorn d'Ellington al jazz de big band es va veure encoratjat per la seva acollida al Festival de Jazz de Newport de 1956. Les bandes de Basie i Ellington van prosperar creativament i comercialment durant la dècada del 1960 i més enllà, ambdós líders veterans rebent grans elogis pel seu treball contemporani i actuant fins que van ser físicament incapaços. El bateria Buddy Rich, després de liderar breument una big band a finals dels anys 40 i actuar en diversos concerts de jazz i big band, va formar la seva big band definitiva el 1966. El seu nom es va convertir en sinònim de l'estil dinàmic i exuberant de la seva big band. Altres grans bandes de jazz que van impulsar el renaixement dels anys cinquanta i seixanta inclouen les liderades per Thad Jones, Mel Lewis, Quincy Jones i Oliver Nelson. El jazz de big band continua sent un component important dels currículums d'instrucció de jazz universitari.

## Swing entre gèneres
En la música country, Jimmie Rodgers, Moon Mullican i Bob Wills van combinar elements de swing i blues per crear un swing occidental. Mullican va deixar la banda de Cliff Bruner per seguir una carrera en solitari que incloïa moltes cançons que mantenien una estructura de swing. Artistes com Willie Nelson i Asleep at the Wheel han continuat els elements swing de la música country. Asleep at the Wheel també ha enregistrat les melodies de Count Basie One O'Clock Jump, Jumpin' at the Woodside i Song of the Wanderer utilitzant una guitarra d'acer com a substitut d'una secció de vents. Nat King Cole va seguir Sinatra a la música pop, portant amb ell una combinació similar de swing i balades. Com Mullican, va ser important a l'hora de portar el piano al primer pla de la música popular.
El gypsy swing és una conseqüència del swing de violí de jazz de Joe Venuti i Eddie Lang. A Europa es va escoltar a la música del guitarrista Django Reinhardt i del violinista Stéphane Grappelli. El seu repertori se superposa al swing dels anys 30, incloent-hi música popular francesa, cançons gitanes i composicions de Reinhardt, però les bandes de swing gitano es formulen de manera diferent. No hi ha metalls ni percussió; les guitarres i el baix formen l'eix vertebrador, amb el violí, l'acordió, el clarinet o la guitarra al capdavant. Els grups de swing gitano no solen tenir més de cinc jugadors. Tot i que es van originar en diferents continents, sovint s'han observat similituds entre el gypsy swing i el swing occidental, cosa que ha donat lloc a diverses fusions.
Els creadors d'èxits de la música rock com Fats Domino i Elvis Presley van incloure estàndards de l'era del swing al seu repertori, convertint les balades cantant Are You Lonesome Tonight i My Blue Heaven en èxits de l'era del rock and roll. El grup vocal de  Doo-wop The Marcels va tenir un gran èxit amb la seva animada versió de la balada de l'era del swing Blue Moon.
El mandolinista multigènere Jethro Burns és conegut per tocar swing, jazz i altres formes del gènere amb la mandolina. Va produir àlbums que presenten ritmes de jazz i progressions d'acords de swing. Sovint se'l considera El pare de la mandolina de jazz.

## Dècada del 1960–2000: Nostàlgia de les Big Band i renaixement del swing
Tot i que la música swing ja no era popular, els fans podien assistir a les gires Big Band Nostalgia des dels anys setanta fins als vuitanta. Les gires van comptar amb líders de banda i vocalistes de l'era del swing que estaven semijubilats, com ara Harry James i el vocalista Dick Haymes. Les emissions de ràdio de temàtica històrica que presentaven comèdia, melodrama i música d'època també van tenir un paper important en el manteniment de l'interès per la música de l'era del swing.